# Hanna Parysiewicz

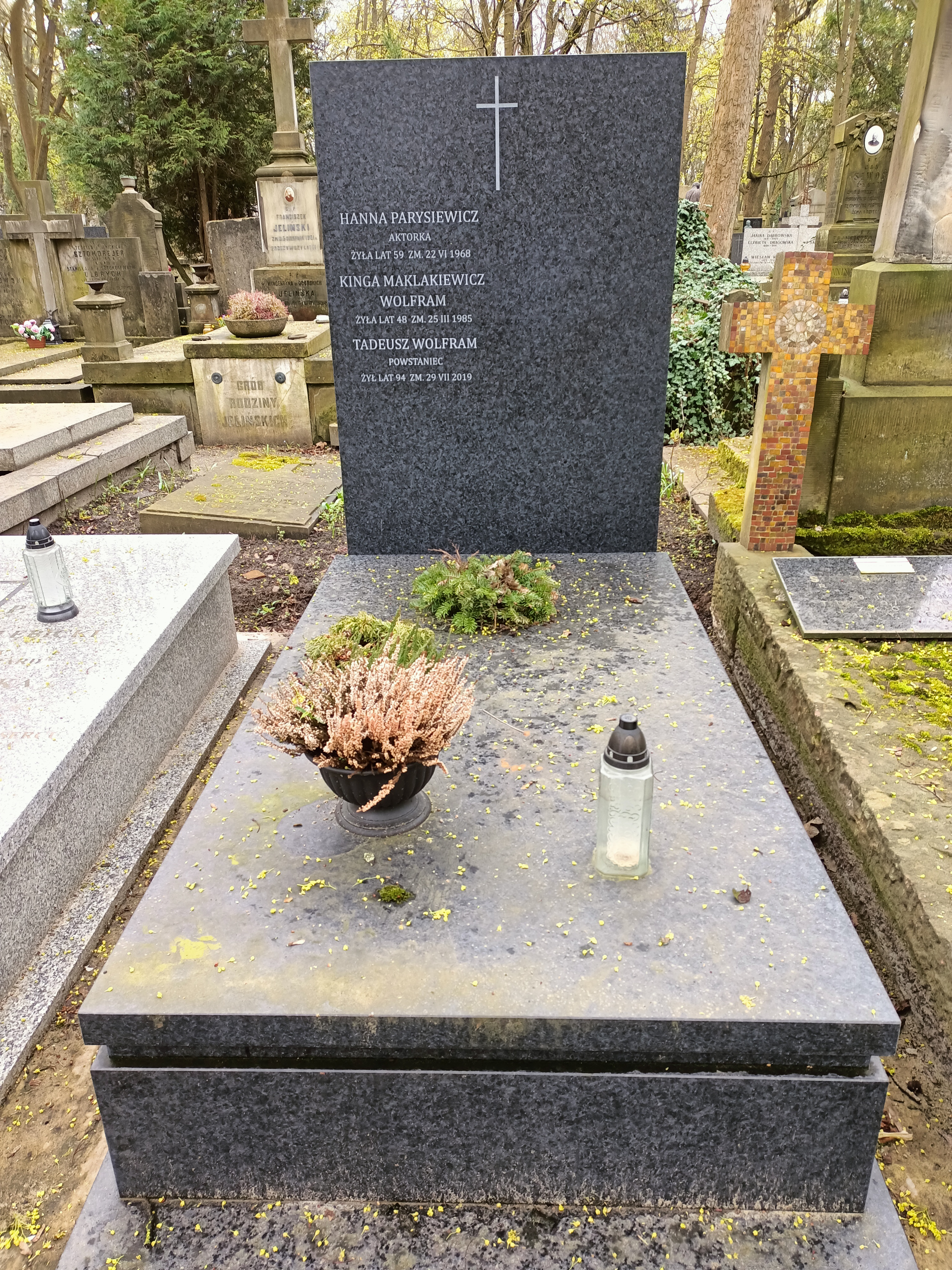
Grób na cmentarzu Powązkowskim w Warszawie

Hanna Parysiewicz (ur. 1 lipca 1907 w Łagiszy, zm. 22 czerwca 1968 w Warszawie) – polska aktorka teatralna, filmowa i radiowa.

## Życiorys
Ukończyła prywatne Żeńskie Liceum Heleny Kaplińskiej w Krakowie, a następnie uczęszczała do tamtejszej Miejskiej Szkoły Dramatycznej. Na scenie debiutowała w 1928 roku w Warszawie, na deskach Teatru Polskiego. Wiosną 1929 roku była członkinią zespołu objazdowego Marii Balcerkiewicz, a następnie powróciła do stolicy, gdzie grała aż do wybuchu II wojny światowej w teatrach: Ateneum (1930, 1934–1935), Nowym (933), Comoedia (1934–1935), Reduta (1936), Stołecznym Teatrze Powszechnym (1936–1937) Małym, Polskim i Kameralnym (1937–1939).
Podczas wojny pozostała w Warszawie, występując przez kilka miesięcy w jawnym teatrze Złoty Ul (1940), a następnie pracowała jako kelnerka oraz fizycznie w zakładzie ślusarskim. Po zakończeniu walk na krótko zamieszkała w Krakowie, by w 1946 roku wrócić do stolicy. Do aktorstwa powróciła w sezonie 1949/1950 roku jako członkini zespołu Teatru Rozmaitości. Następnie grała w Teatrze Nowym (1951–1954), Teatrze Syrena (1954–1955), Teatrze Dramatycznym (1957–1958), Teatrze Narodowym (1960–1961) oraz – od 1961 do końca życia – w Teatrze Klasycznym. Wystąpiła również w wielu spektaklach Teatru Telewizji oraz audycjach Teatru Polskiego Radia.

### Życie prywatne
W 1927 roku wyszła za mąż za oficera Wojska Polskiego nazwiskiem Słapa, z którym jednak szybko się rozwiodła. W latach 1935–1946 była partnerką życiową kompozytora Jana Maklakiewicza, pomimo że ten był wówczas żonaty; romans doprowadził do rozwodu kompozytora.

Została pochowana na Cmentarzu Powązkowskim w Warszawie (86-4-13).

## Filmografia
- Dwanaście krzeseł (1933) – pracownica sierocińca
- Kobiety nad przepaścią (1938) – Elwira, właścicielka domu publicznego
- Warszawska syrena (1956)
- Trudne małżeństwo (1961) – matka Joli
- Jadą goście jadą... (1962) – jurorka konkursu rysunków dziecięcych (Nowela 1)
- Niekochana (1965)
- Kochajmy syrenki (1966) – Amerykanka